# Rodolfo Federico de Schleswig-Holstein-Norburg
Rudolf Frederik, duque de Schleswig-Holstein-Sønderborg-Nordborg(nacido el 27 de septiembre de 1645 , muerto el 14 de noviembre de 1688 ) [2] fue uno de los muchos duques departamentales de Sønderborg .

## Biografía
Era el hijo del duque Frederik de Norborg en su segundo matrimonio con Eleonora de Anhalt-Zerbst. A su muerte, su padre dejó el olvido Principado de Nordborg en Als a sus hijos Hans Bugislav, Christian y Rudolf Frederik. El primero se hizo cargo del gobierno de prometer sus bienes a los hermanos y proporcionarles su entretenimiento. [3] Rudolf Frederik recibió Melsgaard, pero presentó quejas al rey danés por el dominio del hermano mayor de la zona. Por una comisión del 13 de diciembre de 1667, el duque fue expulsado de Nordborg; la tierra y los bienes fueron dispuestos para el pago de deudas y el rey se reservó el derecho de redención. Cuatro años después, Nordles fue asignado a Joachim Ernst por Schleswig-Holstein-Sønderborg-Pløn .

## Matrimonio
En 1680, se casó con Rodolfo Federico casó con Bibiana, hija de Segismundo Sigfred, conde de Promnitz y Catherine von Schomberg, [4] Por su Duke considerable raíces en Silesia , el Sr. armario Schwentner (Swiatniki) en Breslau , donde pasó sus últimos años. Murió el 14 de noviembre de 1698 y fue enterrado en la iglesia de Schwentnig con Bibiana y sus hijos prematuros. [5]
- Datos: Q29363798